# Hora Certa
Hora Certa é o segundo EP e segundo álbum de vídeo da cantora e compositora brasileira Paula Fernandes, lançado no dia 8 de fevereiro de 2019. O projeto foi produzido por Moogie Canazio, produtor ganhador prêmios Grammy. Neste projeto Paula teve participações de músicos internacionais, cantora definiu como "banda de peso", por incluir músicos do cantor americano John Mayer e da banda Tears for Fears.
Em 2019, foi indicado ao Grammy Latino de Melhor Álbum de Música Sertaneja.

## Composições
Predominante nos trabalhos da cantora, todas canções são de sua autoria. Três faixas do EP são parceira, com o cantor Gustavo Fagundes, participante da primeira edição do The Voice Brasil, com quem Paula já teve parcerias no disco Amanhecer (2015), e com a cantora argentina Claudia Brant, ganhadora do Grammy em 2019, é a canção "Chão de Areia", composta pelas duas na estadia de Paula em Los Angeles.

## Prêmios e indicações
| Ano  | Premiação     | Categoria                        | Resultado |
| ---- | ------------- | -------------------------------- | --------- |
| 2019 | Grammy Latino | Melhor Álbum de Música Sertaneja | Indicado  |

## Lista de Faixas
| N.º            | Título                       | Compositor(es)             | Produtor(es)   | Duração  |  |
| 1.             | "Hora Certa"                 | Paula Fernandes            | Moogie Canazio | 3:37     |  |
| 2.             | "Sem Precisar"               | Fernandes Gustavo Fagundes | Canazio        | 4:44     |  |
| 3.             | "Nos Braços do Amor"         | Fernandes                  | Canazio        | 3:46     |  |
| 4.             | "Por Nós Dois"               | Fernandes                  | Canazio        | 3:41     |  |
| 5.             | "Chão de Areia"              | Fernandes Claudia Brant    | Canazio        | 3:37     |  |
| 6.             | "Preciso Te Amar Para Viver" | Fernandes Fagundes         | Canazio        | 4:03     |  |
| Duração total: | Duração total:               | Duração total:             | Duração total: | 00:22:28 |  |